# کولگروگوگو

کولگروگوگو شهری در شهرستان کودوگو در استان بولکیمده در بورکینافاسوی غربی مرکزی است جمعیت آن ۳۲۳۰ نفر است.